# 季美含
季美含（1997年11月18日—），出生於江蘇省宿遷市，中國內地女演員及歌手。畢業於南京藝術學院表演系，亦因長相甜美，而獲得校花的稱號。2017年，首次出演由魔力TV出品的唯美純愛影像系列《小情書》，首次公開亮相。2019年，出演電視劇《長安少年行》，從而進入演藝圈。

## 經歷
2017年，出演由魔力TV出品的唯美純愛影像系列《小情書》。
2018年，在南藝畢業大戲《紅色的天空》中飾演鄧老太太、高中生、社工。另外，就讀其間季美含亦曾在《山楂樹之戀》中飾演靜秋、《結婚》中飾演春子、《青春禁忌遊戲》中飾演拉拉、《如影隨行》中飾演真真。
2019年4月20日，首次進身大銀幕，參演古裝愛情劇《長安少年行》在騰訊視頻、芒果TV播出，劇中飾演溫婉嫻淑的嬌弱小姐沈蝶依，而其溫婉嫻淑的氣質給觀眾留下了深刻的印象，從而進入演藝圈。
2020年3月18日，出演的農村扶貧劇《綠水青山帶笑顏》開播，劇中飾演練執著追愛，傻萌甜女孩李小時，含着金湯匙出生的“首富千金”，同時也是直爽純真不知世故的“小鎮姑娘”，身上有着孩童的天真與靈動，對待愛情卻勇敢堅定不顧一切阻力，最終在追愛路上收穫成長也懂得了擔當。
6月14日，與陳楚洹雙主演的神話片《王者后羿》在騰訊視頻獨播，劇中飾演孤兒樹生的青梅竹馬桃小夭，這次亦是其第一次主演電影。
8月13日，出演的古裝喜劇《女世子》在騰訊視頻獨播，在劇中飾演世子韓十一的小丫鬟金子。
9月16日，出演的青春校園劇《心動的瞬間》在芒果TV播出，在劇中飾演患有雙重人格的社交恐懼症女孩君君一角頗為憐愛，是一個外表冷若冰霜，不擅與人交流，但在社交網絡上動如脫兔“放飛自我”的姑娘。
10月4日，參演由鄉村振興融媒推介節目，《田園中國》在山東衛視播出，節目中介紹到其家鄉宿遷市洋河鎮的葡萄園。
2021年2月6日，領銜主演的青春偶像校園網劇《撲通撲通喜歡你》在愛奇藝上線，在劇中首次一人分飾兩角，分別飾演鬼馬少女姐姐葉未眠，是個精打細算的小財迷，以及性格與姐姐相反，較文靜的學霸雙胞胎妹妹葉枕函。
6月20日，出演奇幻愛情劇《戀愛生物鐘》在愛奇藝開播，劇中飾演活潑好動的花痴林恬伊，是與書出版社的編輯，自小視著名作家韓時為其偶像，後因工作關係，二人彼此認識，展開雙向暗戀的關係。
2022年，與丁嘉文共同主演懸疑奇幻甜寵網絡劇《喵不可言》，在1月7日於愛奇藝首播，劇中飾演貓爪占卜師鄔妍，與沈月(丁嘉文飾)定下了七天的契約。2月14日，與羅正二度合作主演的古裝甜寵作品《惹不起的千歲大人》首播，劇中飾演陳有有，是繼《撲通撲通喜歡你》後第二次共演，亦是前世情緣。
同年，與演員王潤澤攜手主演由愛奇藝雲騰計劃出品的都市甜寵劇《千金太囂張》，此劇於5月中旬起於威海拍攝取景，維期約75天，劇中飾演嗜錢如命的社恐少女，葉菀歌，是個勤勞的打工人，霸總網文十級愛好者，認為跨越金錢和階層的甜蜜愛情不會發生在自己身上，擁有完美男友＂封慕辰＂。9月9日開機主演愛奇藝出品的古裝甜寵劇《惹不起的千歲大人》，劇中飾演撫仙城鬼馬少女陳有有。此次是季美含相隔約一年，二度與羅正共同拍擋的作品。

## 演出作品

### 電視劇/網絡劇
| 播出年份 | 戲劇名稱                         | 角色                  | 備註     |
| -------- | -------------------------------- | --------------------- | -------- |
| 2020年   | 《綠水青山帶笑顏》               | 李小時                |          |
| 2020年   | 《長安少年行》                   | 沈蝶依                | 網絡劇   |
| 2020年   | 《女世子》                       | 小金                  | 網絡劇   |
| 2020年   | 《心動的瞬間》                   | 君君                  | 網絡劇   |
| 2021年   | 《撲通撲通喜歡你》               | 葉未眠／葉枕涵        | 網絡劇   |
| 2021年   | 《戀愛生物鐘》                   | 林恬伊                | 網絡劇   |
| 2022年   | 《喵不可言》                     | 鄔妍/初夏/女孩/陈果果 | 網絡劇   |
| 2022年   | 《惹不起的千岁大人》             | 陳有有                | 網絡劇   |
| 2022年   | 《外星女生柴小七2》              | Candy                 | 網絡劇   |
| 2022年   | 《千金莫囂張》                   | 葉菀歌                | 網絡劇   |
| 2023年   | 《长生怪谈簿》                   | 柳如梦                | 網絡短劇 |
| 2023年   | 《来自未来的你》                 | 夏茉                  | 網絡劇   |
| 2023年   | 《同學，你什麼時候從我家搬走？》 | 蘇翹                  | 網絡劇   |
| 2023年   | 《了不起的甄高贵》               | 甄高贵                | 網絡劇   |
| 2024年   | 《月上朝颜》                     | 雲朝顏                | 網絡劇   |
| 2024年   | 《一起长大的约定》               | 夏米                  | 網絡劇   |
| 待播     | 《他为什么依然单身》             | 平杨                  | 網絡劇   |
| 待播     | 《飞到我心上》                   | 司小珍                |          |
| 待播     | 《一个好天气》                   | 许果                  | 網絡劇   |

### 《小情書》系列
- 27 真正的離開沒有告別 （第2017-03-08期）：主演
- 37 時間的軌跡 (上集) （第2017-04-07期）：主演
- 38 時間的軌跡(下集)（第2017-04-07期）：主演
- 48 每個意外都是不謀而合的心動 （第2017-05-03期）：主演
- 55 所有快樂的方式都非你不可（第2017-05-19期）：主演
- 99 我喜歡你，只是沒有說出口而已（第2017-09-26期）
- 101 你走進我生命那一刻，我已經準備好，和你一生一世（第2017-09-29期）

### 電影
| 播出年份 | 播出日期 | 戲劇名稱 | 首播頻道 | 角色   | 備註 |
| -------- | -------- | -------- | -------- | ------ | ---- |
| 2020年   | 6月14日  | 王者后羿 | 騰訊視頻 | 桃小夭 | 主演 |

### 綜藝節目/訪問
| 播出年份 | 播出日期 | 戲劇名稱                               | 首播頻道       | 備註     |
| -------- | -------- | -------------------------------------- | -------------- | -------- |
| 2020年   | 10月4日  | 《田園中國》                           | 山東衛視       |          |
| 2021年   | 3月12日  | 《哇哦上新了: 羅正季美含甜寵來襲》     | 又又子上新了   | 與羅正   |
| 2021年   | 6月21日  | 《戀愛生物鐘》快問快答：季美含入戲太深 | 戀愛生物鐘     |          |
| 2021年   | 7月3日   | 《明星玩家》                           | 愛奇藝明星玩家 | 與吳迪飛 |
| 2021年   | 7月6日   | 《12星座虐寵排行榜》                   | 同道大叔       |          |

## 音樂作品
| 年份 | 歌曲         | 劇集                         | 合作歌手 | 時長  | 備註 |
| ---- | ------------ | ---------------------------- | -------- | ----- | ---- |
| 2021 | 謝謝你喜歡我 | 網絡劇《撲通撲通喜歡你》插曲 | 羅正     | 03:28 |      |
| 2022 | 唯愛能拯救   | 網絡劇《千金莫囂張》主題曲   |          |       |      |

## 外部鏈接
- 季美含 官方微博
- 季美含 豆瓣電影 （页面存档备份，存于）